# 치메이전
치메이전(戚美珍, 척미진, 영문명은 Jaime Chik, Jamie Chik, 1962년 1월 5일 ~ )은 중화인민공화국 홍콩 특별행정구의 여성 영화배우, 텔레비전 연기자이다.

## 생애
영국령 홍콩에서 출생하여 지난날 한때 중화인민공화국 광둥성 카이핑에서 잠시 유아기를 보낸 적이 있는 그녀는 1981년 텔레비전 드라마에서 연기자로 첫 데뷔하였으며 1983년 영화 《전효장각(專撬牆腳)》의 단역 출연을 통하여 영화배우 데뷔하였다.
배우자는 홍콩의 영화배우 겸 텔레비전 연기자 먀오차오웨이(苗僑偉)이다.